# Li Chengpeng
Li Chengpeng, né en septembre 1968 à Hami, dans le Xinjiang, est un journaliste, blogueur et écrivain chinois.

## Biographie

### Journaliste sportif
Li Chengpeng se fait connaître comme journaliste sportif lors de ses enquêtes concernant la corruption au sein du football en Chine. Il en déduit une sentence : « Dans le monde, il y a deux types de football : le football et le football chinois ». En 2010, il publie  Dans les coulisses du foot  (《中国足球内幕》), ces révélations lui valent un succès littéraire mais des critiques virulentes du milieu du football. Menacé de mort, attaqué en justice, il se doit de quitter son journal sportif devant les pressions subies et décide  se consacrer à l'écriture.